# Ulica Gdańska we Wrocławiu
Ulica Gdańska – jedna z ulic w południowo-wschodniej części wrocławskiego osiedla Ołbin.

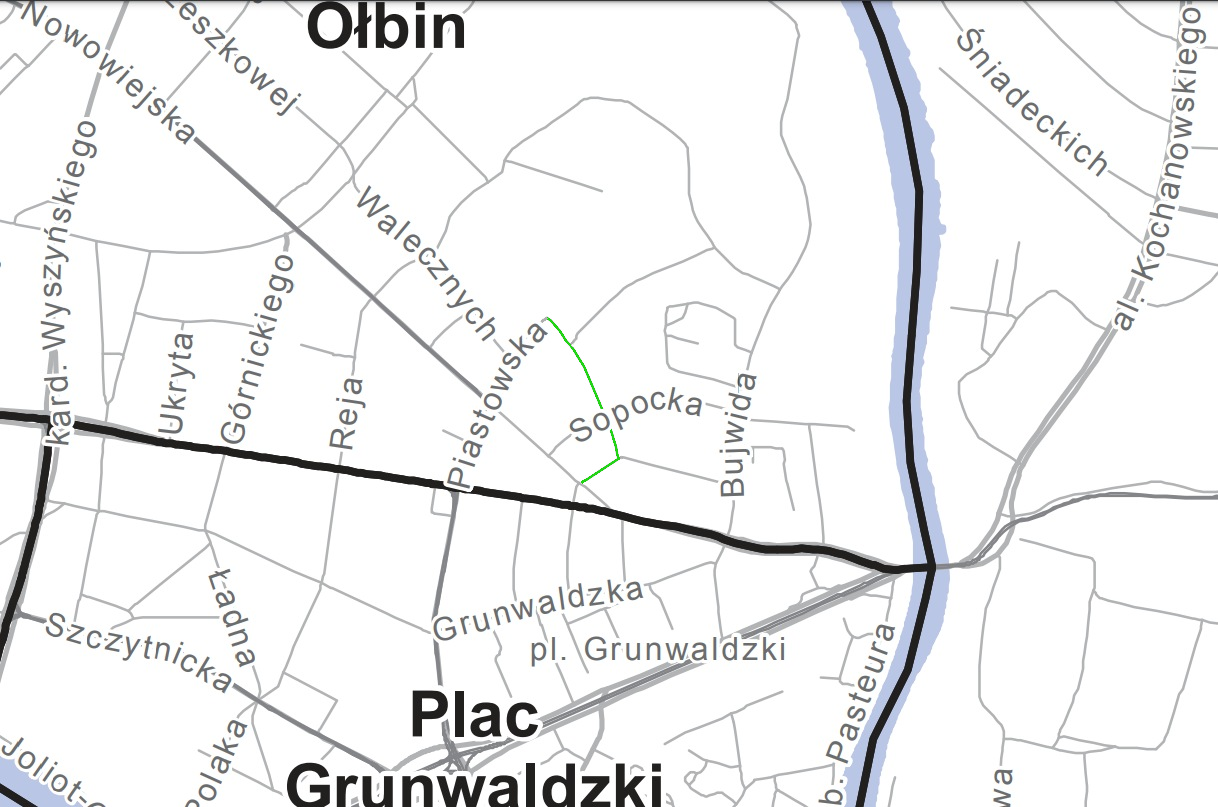
Ulica Gdańska (na zielono, w centrum kadru,
krzyżuje się z Sopocką) na fragmencie planu Wrocławia

Ulica zaczyna się od skrzyżowania z ul. Nowowiejską przy skwerze Anny Walentynowicz, biegnie kilkadziesiąt metrów na północny wschód, po czym w punkcie styku z ulicą Czerwonego Krzyża skręca pod kątem prostym w lewo, na północny zachód. Później przecina Sopocką i kończy się łącząc się z końcem ulicy Piastowskiej, która w tym miejscu dochodzi do Gdańskiej z lewej strony (z południowego zachodu).
Przy ulicy Gdańskiej pod numerem 2 znajduje się zabytkowy pałacyk, zaprojektowany przez Alberta Graua na potrzeby fundacji Heimanna; mieścił się w nim przytułek, a po 1945 roku Przychodnia Zdrowia Psychicznego. W roku 2020 obiekt ten został odrestaurowany, a w jego sąsiedztwie zaprojektowano kompleks mieszkaniowo-usługowy pod nazwą „Ogrody Graua”.
Przy ulicy Gdańskiej pod numerem 7/9 mieści się kompleks zabudowań Wydziału Chemicznego oraz Archiwum Politechniki Wrocławskiej (budynki F-1 – F-13), natomiast dalej, pod numerem 11, zlokalizowana jest Jednostka Ratowniczo-Gaśnicza nr 2 Komendy Miejskiej Państwowej Straży Pożarnej we Wrocławiu; przy czym straż pożarna funkcjonowała w tym miejscu także przed rokiem 1945. Za budynkiem głównym Straży znajdowały się przed II wojną światową tereny Städtische Marstalldepot – przedsiębiorstwa masztalerskiego (zajmującego się także m.in. sprzątaniem ulic), dziś pod adresem Gdańska 13-15. Teren ten użytkowany jest obecnie przez jednostki pomocnicze Politechniki Wrocławskiej, która ma tu swój kampus „G” (baza remontowo-budowlana, sekcja transportu i magazyny).